# Peter Brooks
Peter Brooks (1938) è un critico letterario statunitense.

## Biografia
Peter Brooks si è laureato nel 1959 e ha ottenuto il dottorato (Ph.D.) nel 1965 presso la Harvard University. Ha anche studiato come "Marshall Scholar" all'UCL e a Parigi.
Ha insegnato alla University of Virginia, all'Università di Austin, all'Università di Copenaghen, all'Università di Bologna e al Georgetown University Law Center. Suoi saggi, d'analisi psicoanalitica e narratologica della letteratura, ma anche d'argomento letterario-legale (come la scrittura legale rappresenta il reale e lo racconta) sono apparsi su "The New York Times", "The New Republic", "TLS", "Partisan Review", "The Nation", "London Review of Books", "Critical Inquiry", "Diacritics", "PMLA", "New Literary History", "Yale Law Journal", e altrove.
Nel 1994 è stato "visiting scholar" presso la Stanford Law School. Nel 2001-2002, è stato "Eastman Professor" alla Oxford University.
Insegna come "Sterling Professor" di Letteratura comparata alla Yale University, e dal 2008 al 2014 come "Mellon Visiting Professor" presso la Princeton University. 
Il suo campo di interesse è piuttosto vasto, ma tutto è centrato dal concetto di narratività (nel romanzo, nel sogno, nella cura, nella legge, nel melodramma ecc.). Come scrive lui stesso: "La narrativa è una delle grandi categorie o sistemi di comprensione a cui ricorriamo nei nostri negoziati con il reale, e in particolare con i problemi della temporalità" e "ogni racconto, dal più semplice al più elaborato, è intenzionalmente ermeneutico, in quanto ripercorre gli avvenimenti passati allo scopo di porli al servizio della consapevolezza. La "narrazione è uno dei nostri modi di parlare, una delle categorie del nostro pensiero. La trama è il filo conduttore del progetto e la forza attiva che le conferisce forma, il prodotto del nostro rifiuto di permettere al tempo di scorrere senza che assuma un qualche significato, e della nostra ostinata insistenza a ricavare un senso dalla nostra vita e dal mondo che ci circonda.

## Opere
- The Novel of Worldliness: Crébillon, Marivaux, Laclos, Stendhal (1969)
- The Melodramatic Imagination: Balzac, Henry James, Melodrama, and the Mode of Excess (1976), trad. di Daniela Fink, L'immaginazione melodrammatica, Pratiche Editrice, Parma 1985 ISBN 8873800580
- A! A! A! (pseudonimo di Abel Hugo, Armand Malitourne, Jean Joseph Ader)[5], Trattato del melodramma (a cura di), Pratiche, Parma 1985 ISBN 8873800599
- Reading for the Plot: Design and Intention in Narrative (1984), trad. Daniela Fink, Trame: intenzionalità e progetto nel discorso narrativo, Einaudi, Torino 1995 ISBN 8806126482; 2004 ISBN 9788806169053
- Henry James, The Wings of the Dove (a cura di, 1984)
- Body Work: Objects of Desire in Modern Narrative (1993)
- Psychoanalysis and Storytelling (1994)
- Law's Stories: Narrative and Rhetoric in the Law (a cura di, con Paul Gewirtz, 1996)
- World Elsewhere (1999, romanzo)
- Troubling Confessions: Speaking Guilt in Law and Literature (2000)
- Whose Freud? The Place of Psychoanalysis in Contemporary Culture (a cura di, con Alex Woloch, 2000)
- The Cambridge History of Literary Criticism (a cura di, con Hugh Barr Nisbet e Claude Rawson, 1989-2001, 9 voll.)
- Realist Vision (2005)
- Henry James Goes to Paris (2007)
- The Emperor's Body (2010, romanzo)
- Enigmas of Identity (2011)
- Anthologie du mélodrame classique (con Myriam Faten Sfar, 2011)
- Flaubert in the Ruins of Paris: The Story of a Friendship, a Novel, and a Terrible Year (2017)
- Balzac's Lives (2020), trad. di Giuseppe Episcopo, Vite di Balzac, Carocci 2022
- Seduced by Story (2022), trad. di Giuseppe Episcopo, Sedotti dalle storie. Usi e abusi della narrazione, Carocci 2023